# Cyrtandra sandakanensis
Cyrtandra sandakanensis är en tvåhjärtbladig växtart som beskrevs av Brian Laurence Burtt. Cyrtandra sandakanensis ingår i släktet Cyrtandra och familjen Gesneriaceae. Inga underarter finns listade i Catalogue of Life.